# Controllo del metabolismo batterico
Il metabolismo è l'insieme di tutte quelle reazioni cataboliche e anaboliche che avvengono all'interno di una cellula e che le permettono di trarre energia dalla degradazione dei nutrienti e di sintetizzare componenti necessari partendo da molecole semplici. Un adeguato controllo del metabolismo è necessario alle cellule per evitare qualsiasi spreco di risorse, e per accedere rapidamente a queste ultime in risposta a cambiamenti ambientali, nonché per dirigere l'energia disponibile solo dove e quando serve. Il controllo del metabolismo si espleta essenzialmente attraverso il controllo degli enzimi che prendono parte alle singole vie metaboliche. Per alterare la velocità delle reazioni enzimatiche si può intervenire in due modi:
- Allostericamente, controllando cioè la attività di ogni singolo enzima o dell'enzima a capo di una via metabolica;
- Trascrizionalmente, cioè intervenendo sul numero effettivo di quegli enzimi che devono essere sintetizzati.

Un terzo tipo di controllo è quello che agisce sulla traduzione degli mRNA di quei singoli enzimi, ma questo è un fenomeno abbastanza raro visto che gli RNA in generale sono molecole instabili e di breve durata e la cellula non può permettersi di conservarle liberamente nel citosol troppo a lungo
Fra i due tipi di controllo, allosterico e trascrizionale, il secondo è quello adottato in misura maggiore dai procarioti. Questo perché il controllo allosterico permette alle cellule di variare la velocità delle vie metaboliche in risposta a cambiamenti immediati e di breve durata, ma è poco efficiente quando occorre regolare la velocità in accordo a fenomeni duraturi nel tempo, come il passaggio dalla catalisi di un nutriente che sta finendo alla catalisi di un nutriente alternativo più abbondante, o quando occorre "spegnere" la sintesi di una determinata sostanza perché essa ha raggiunto concentrazioni sufficientemente elevate.

## Geni costitutivi e geni regolati
Nel genoma di un organismo sono presenti di solito migliaia e migliaia di geni. Alcuni geni vengono espressi continuamente; altri solo quando serve; altri ancora, nelle cellule andate incontro a differenziamento, non verranno mai espressi.
Si dicono costitutivi quei geni i cui prodotti proteici sono sempre presenti all'interno della cellula. Esempi sono i geni che permettono l'assimilazione dei nutrienti. Altri geni sono espressi solo in particolari condizioni, e vengono detti regolati.

## Tipi di controllo trascrizionale
Il controllo trascrizionale del metabolismo funziona inducendo o reprimendo la trascrizione (e dunque la traduzione) di quei geni che codificano per gli enzimi delle vie metaboliche in questione, a seconda delle necessità della cellula.
Esistono due tipi di controllo:
- Controllo negativo;
- Controllo positivo.

Essi non devono essere confusi con i concetti di induzione e repressione! Un controllo positivo può anche reprimere, mentre uno negativo può anche indurre la trascrizione di certi geni.

## Controllo negativo
Si parla di controllo negativo ogniqualvolta esso coinvolge l'attività di speciali proteine dette repressori. Esse sono proteine allosteriche, cioè proteine in grado di cambiare conformazione in seguito al legame con particolari molecole chiamate effettori o modulatori allosterici. Un repressore, nella sua forma attivata, presenta un sito di legame che riconosce una specifica sequenza di DNA detta sito operatore. Il sito operatore è posto in posizione 3' rispetto al sito promotore, quella sequenza di DNA a cui si lega la polimerasi per iniziare la trascrizione. A volte il sito operatore si presenta in parte sovrapposto al sito promotore. Quando il repressore è legato al sito operatore, l'RNA polimerasi è bloccata dalla presenza di quest'ultimo e non riesce a proseguire oltre il sito promotore, con conseguente blocco della trascrizione dei geni a valle.

### Repressione
Nella repressione, il repressore di un determinato gene o di un gruppo di geni si presenta in partenza già nello stato inattivo, ed è quindi disperso nel citosol senza poter mai legarsi al sito operatore. Il gene o i geni in questione vengono quindi trascritti e tradotti normalmente. Il repressore può diventare attivo in seno al legame con una molecola chiamata corepressore. Questo legame fa sì che il repressore sia adesso in grado di riconoscere la sequenza del sito operatore e legarvisi, impedendo alla RNA polimerasi di trascrivere i geni a valle.
Consideriamo ad esempio il caso dell'operone triptofano (operone Trp). Normalmente le cellule procariotiche sintetizzano da sé il triptofano, partendo da precursori più semplici. La sintesi è il risultato di una via anabolica che continua finché tutto il triptofano che serve viene sintetizzato. A questo punto, occorre fermare il macchinario sintetico perché se così non fosse si sprecherebbe energia e materia prima per ottenere qualcosa che al momento non serve. Quando il triptofano raggiunge una certa concentrazione limite, esso si lega al repressore che a sua volta va a legarsi al sito operatore dell'operone triptofano. In questo modo, si smette di produrre gli enzimi che servono per produrre questo amminoacido, oramai presente in quantità sufficiente.
Il caso dell'operone triptofano è un chiaro esempio di repressione da prodotto finale.

### Induzione
Il fenomeno esattamente opposto si verifica nel caso dell'operone lattosio (operone Lac). Per la maggior parte dei procarioti, il glucosio è la fonte di energia più vantaggiosa e più facile da reperire. I geni che codificano per enzimi impiegati nella degradazione del glucosio sono espressi costitutivamente. A volte però, causa la mancanza del glucosio, le cellule si trovano a dover utilizzare altre fonti di energia, come il lattosio. Esso è un disaccaride composto da glucosio e galattosio.
Per poter essere utilizzato, il lattosio deve innanzitutto essere fatto entrare nel citosol ad opera di un trasportatore di membrana apposito, la β-galattoside permeasi, e scisso in due da un altro enzima, la β-galattosidasi. Vi è anche un altro enzima, la β-galattoside transacetilasi. Questi tre enzimi sono codificati dai rispettivi geni lacY, lacZ e lacA.
Essi non sono sempre presenti in una cellula batterica. Non avrebbe infatti senso sintetizzarli se il lattosio non è presente o se vi è ancora glucosio da utilizzare. Infatti, di default, il repressore dell'operone Lac si trova in forma attivata e, legato al sito operatore dell'operone, impedisce la trascrizione dei tre geni codificanti per gli enzimi succitati, che in queste condizioni sarebbero perfettamente inutili. Quando però occorre dover degradare il lattosio, perché magari il glucosio è scarso o quasi del tutto assente, allora il repressore deve poter essere rimosso. È un derivato del lattosio, l'allolattosio, che penetrato nel citosol si lega al repressore. Il legame con l'allolattosio, che funge da induttore, modifica allostericamente questa proteina e fa sì che essa si stacchi dal sito operatore. A questo punto, la trascrizione dei geni necessari per l'assimilazione del lattosio, ad opera della RNA polimerasi, può procedere normalmente.
L'operone Lac fornisce un chiaro esempio di induzione da substrato.

## Controllo positivo
Il controllo positivo della trascrizione prevede l'intervento di particolari proteine allosteriche regolatrici, dette attivatori, che nella loro forma attiva promuovono la trascrizione di certi geni o gruppi di geni. Anche in questo caso si distingue fra repressione e induzione, rispettivamente se la proteina nella sua forma attiva reprima o promuova l'attività trascrizionale della RNA polimerasi.

### Repressione e induzione
L'operone Lac fornisce anche esempi di repressione e induzione da controllo positivo. Abbiamo detto che, in assenza di glucosio e in presenza di lattosio, si mette in moto un meccanismo trascrizionale che porta alla sintesi di enzimi utili per degradare questo nutriente alternativo. Ma cosa succede se il glucosio e il lattosio sono presenti contemporaneamente? Trovandosi a scegliere, la cellula preferisce consumare prima tutto il glucosio a suo disposizione, per iniziare poi a usare il lattosio. Il glucosio è più facile da degradare e fornisce rese energetiche maggiori. Se però è presente anche il lattosio, il quale induce la trascrizione dei geni dell'operone Lac (rimuovendo il repressore), come può esso non essere degradato insieme al glucosio? La risposta sta in un altro meccanismo di controllo, detto repressione da catabolita. Quando il repressore dell'operone Lac viene rimosso e nell'ambiente è presente glucosio, in effetti si osserva una debolissima trascrizione dei geni di questo operone. Il suo promotore è infatti un promotore debole, che rispetto ad altri promotori ha una bassa affinità per la RNA polimerasi. In suo aiuto deve correre un'altra proteina, detta CRP (Proteina Recettore del cAMP). Questa proteina deve però prima essere attivata tramite il legame con una molecola particolare, la 3',5'-AMP ciclico o più semplicemente cAMP.
La concentrazione di cAMP è però inversamente proporzionale alla concentrazione di glucosio, per un semplice motivo. Essa viene sintetizzata dall'enzima adenilato ciclasi a partire da AMP e Pi.L'enzima che catalizza questa reazione si trova sulla membrana, in prossimità dell'enzima che aggiunge un fosfato al glucosio nel momento in cui questo viene portato nel citosol dall'esterno (traslocazione di gruppo). Il glucosio compete quindi con l'AMP per il fosfato. Maggiore è la concentrazione di glucosio, minore sarà quella del cAMP. Ciò è ragionevole col fatto che è preferibile usare prima il glucosio e poi il lattosio.
Quando i livelli di glucosio diminuiscono, aumenta di pari passo la concentrazione del cAMP. Questo si lega alla CRP e la attiva. La CRP attivata presenta un'elevata affinità sia per la RNA polimerasi che per un sito particolare, localizzato un po' più a monte del sito promotore. La CRP quindi porta il sito promotore e la polimerasi l'uno vicino all'altra, favorendo la trascrizione dei geni a valle. In questo modo si aumenta enormemente la trascrizione di questi operoni inducibili. Basti pensare che sono appena 3 le molecole di β-galattosidasi in una cellula di E. coli cresciuta in un terreno contenente glucosio e lattosio, mentre diventano oltre 3000 se il lattosio diventa l'unica fonte di energia.